# Girls' Generation Tour
Girls' Generation Tour es la segunda gira de conciertos del grupo de chicas surcoreano Girls' Generation. La gira de conciertos comenzó en Seúl y continuó en Taipei y Singapur. Girls' Generation ofreció su primer concierto en Hong Kong el 15 de enero de 2012.

## Antecedentes
La gira fue anunciada por SM Entertainment en junio de 2011. Las entradas para la gira salieron a la venta el 7 de junio de 2011 en Gmarket. El concierto dura aproximadamente tres horas. La producción del concierto en Singapur costó 1,8 millones de dólares singapurenses, según los organizadores Running Into The Sun (RITS) y Conceptual. El concierto contó con las habituales pantallas LED gigantes y láseres, así como con nuevos elementos, como trapecios y dos escenarios hechos a medida con tres pasarelas entre ellos.

## Conciertos
Al concierto de Seúl asistieron Super Junior, f(x), Apink, 4Men, Kang Minkyung de Davichi, así como Kim Soo-hyun, Kim Ah-joong, Jung Ryeo-won, Park Min-young, Im Soo-hyang, Jung Joon-ho y Shin Se-kyung. El 24 de julio de 2011, Sooyoung anunció que el próximo concierto se celebrará en Taipéi, Taiwán. También se convirtieron en el primer grupo de chicas extranjeras en dar un concierto de 3 días en el Taipei Arena y atrajeron a 31.000 personas. 
El 11 de octubre de 2011, se anunció que el próximo concierto se celebraría el 9 de diciembre de 2011, en Singapur. Debido a la abrumadora respuesta sobre la falta de entradas, el 30 de octubre de 2011 se anunció que habría un segundo concierto al día siguiente de la primera noche, el 10 de diciembre de 2011, en Singapur. El concierto también se celebró el 15 de enero de 2012, en Hong Kong.
Se confirmó que Girls' Generation dará un concierto el 12 de febrero de 2012, en Bangkok, Tailandia. El 14 de enero, Girls' Generation batió el récord del concierto que más rápido se agotó en Tailandia. Las entradas de mayor precio se agotaron en diez minutos. Las 11.000 entradas del concierto se vendieron en veinte minutos, estableciendo el récord del concierto que más rápido se agotó en Tailandia. Los miembros de Girls' Generation anunciaron a los fans de Tailandia que la etapa de Bangkok sería su última parada de su 2ª gira por Asia.

## Lista de canciones
Acto Principal

Acto 1
1. "Tell Me Your Wish (Genie)"
2. "You-aholic"
3. "Mr. Taxi" (Versión coreana)
4. "I'm In Love With The Hero"
5. "Let It Rain" (Versión coreana)
6. "Snowy Wish"
7. "뻔 & Fun (Sweet Talking Baby)"
8. "Kissing You"
9. "Oh!" (House version)

Acto 2
1. "Don't Stop the Music" (Hyoyeon)
2. "Almost" (Jessica)
3. "3" (Sunny)
4. "Lady Marmalade" (Taeyeon y Tiffany)

Acto 3
1. "The Great Escape"
2. "Bad Girl"
3. "Devil's Cry" (Taeyeon)
4. "Run Devil Run"
5. "Beautiful Stranger"
6. "Hoot"

Acto 4
1. "If" (Yuri)
2. "Sway" (Sooyoung)
3. "Stuff Like That There" (Seohyun)
4. "4 Minutes" (Yoona)

Acto 5
1. "Danny Boy"
2. "Complete"

Encore 1
1. "My Child"
2. "Cold Noodles"
3. "HaHaHa"
4. "Gee"
5. "Forever"

Encore 2
1. "Into The New World"
2. "Way To Go"
3. "Baby Baby"
4. "It's Fantastic"

Nota: El 28 de agosto de 2011, Sooyoung sufrió un accidente de coche, por lo que tuvo que olvidar su agenda y no pudo asistir al concierto en Taiwán de la gira.

## Fechas
| Fecha                    | Ciudad    | País          | Lugar                    | Público |
| ------------------------ | --------- | ------------- | ------------------------ | ------- |
| 23 de julio de 2011      | Seúl      | Corea del Sur | Olympic Gymnastics Arena | 20,000  |
| 24 de julio de 2011      | Seúl      | Corea del Sur | Olympic Gymnastics Arena | 20,000  |
| 9 de septiembre de 2011  | Taipéi    | Taiwán        | Taipei Arena             | 31,000  |
| 10 de septiembre de 2011 | Taipéi    | Taiwán        | Taipei Arena             | 31,000  |
| 11 de septiembre de 2011 | Taipéi    | Taiwán        | Taipei Arena             | 31,000  |
| 9 de diciembre de 2011   | Kallang   | Singapur      | Singapore Indoor Stadium | 14,000  |
| 10 de diciembre de 2011  | Kallang   | Singapur      | Singapore Indoor Stadium | 14,000  |
| 15 de enero de 2012      | Hong Kong | Hong Kong     | AsiaWorld Arena          | 14,000  |
| 12 de febrero de 2012    | Bangkok   | Tailandia     | Impact Arena             | 11,000  |

## DVD y Blu-ray
Girls' Generation Tour  es el séptimo DVD musical del grupo de chicas surcoreano Girls' Generation. Fue lanzado el 30 de noviembre de 2012, en Corea del Sur.
El DVD contiene imágenes del inicio de la gira de conciertos en Seúl, Corea del Sur, los días 23 y 24 de julio. Consta de dos discos que muestran casi todas las actuaciones durante el concierto, una película extra del making of del concierto, actuaciones desde Japón, entrevistas personales con las integrantes de Girls' Generation, e imágenes de la sala de espera y de los ensayos. ¡El DVD también incluirá un libro de fotos y un póster de la primera edición limitada..

### Lista de Canciones
Disco 1:
1. Intro
2. 소원을 말해봐 (Genie)
3. you-aholic
4. MR.TAXI (Korean ver.)
5. I'm In Love With The HERO
6. Let It Rain (Korean ver.)
7. Member Introductions
8. 첫눈에... (Snowy Wish)
9. 뻔&Fun (Sweet Talking Baby)
10. Kissing you
11. Oh!
12. Don't Stop the Music [Hyoyeon]
13. Almost [Jessica]
14. Three [Sunny]
15. Lady Marmalade [Taeyeon, Tiffany]
16. THE GREAT ESCAPE
17. BAD GIRL
18. Devil's Cry (Run Devil Run Intro)
19. Run Devil Run
20. Beautiful Stranger
21. 훗 (HOOT)
22. If [Yuri]
23. Sway [Sooyoung]

Disco 2:
1. Danny Boy
2. Complete
3. 동화 (My child)
4. 냉면 (차가운 니 얼굴) [Cold Noodles] {Ice Boy}
5. HaHaHa Song
6. Gee
7. Member Talk
8. 영원히 너와 꿈꾸고 싶다 (Forever)
9. 다시 만난 세계 (Into the new world)
10. 힘 내! (Way To Go)
11. Member Talk
12. It's Fantastic
13. Closing Comments

## Historial de Lanzamiento
| País        | Fecha                   | Discográfica       | Formatos |
| ----------- | ----------------------- | ------------------ | -------- |
| South Korea | 30 de noviembre de 2012 | S.M. Entertainment | DVD      |
| Taiwan      | 18 de enero de 2013     | Universal Music    | DVD      |
| Singapore   | 4 de enero de 2013      | Universal Music    | DVD      |